# Till Kinzel
Till Kinzel (* 30. Oktober 1968 in Berlin) ist ein deutscher Historiker und Literaturwissenschaftler.

## Leben und Ausbildung
Kinzel studierte von 1988 bis 1997 an der Technischen Universität Berlin.
1996 legte er sein Staatsexamen in Alter Geschichte ab. 2001 wurde er mit einer Arbeit zur Platonischen Kulturkritik in Amerika promoviert. 2005 habilitierte er sich für Neuere Englische und Amerikanische Literaturwissenschaft. Er war Privatdozent an der TU Berlin, hatte einen Lehrauftrag in Vertretung an der Universität Paderborn inne und war von 2009 bis 2013 an der TU Braunschweig tätig. Seit 2010 arbeitet er regelmäßig mit dem Literaturwissenschaftler Cord-Friedrich Berghahn zusammen. 
Zu seinen Forschungsschwerpunkten gehören die englischsprachigen Literaturen vom 16. bis zum 21. Jahrhundert, Intertextualitätstheorien, literarische Konzepte von Innerlichkeit sowie das Verhältnis von Literatur zu politischer Philosophie. Daneben ist Kinzel als Herausgeber und Übersetzer des kolumbianischen Autors Nicolás Gómez Dávila hervorgetreten, über den er auch die bislang einzige deutschsprachige Monographie verfasst hat.
Kinzel referierte von 2002 bis 2008 für das Institut für Staatspolitik (IfS) und schreibt seit der Gründung 2003 Artikel für die IfS-Zeitschrift Sezession: Bis 2023 sind dort 23 Artikel von Till Kinzel erschienen. Zudem schrieb er für das Magazin Eigentümlich frei sowie die Wochenzeitung Junge Freiheit. Kinzel war ferner von 2004 bis 2008 für die seinerzeit in München ansässige Förderstiftung Konservative Bildung und Forschung als Mitherausgeber der hauseigenen Zeitschrift Unsere Agenda tätig und referierte im Rahmen einer Vortragsreihe der Bibliothek des Konservatismus. Ferner arbeitete er als Übersetzer für den IfS-nahen Verlag Antaios (seinerzeit Edition Antaios). Kinzel war Beisitzer im Vorstand der Berlin-Brandenburger-Sektion des Bund Freiheit der Wissenschaft.

## Auszeichnungen und Preise
- 1995: Preis des Bundes Freiheit der Wissenschaft für die Arbeit Wissenschaft als Lebensform: Freiheit und Verantwortung
- 1998 bis 2000: Stipendiat der Nachwuchsförderung des Landes Berlin

## Werke

### Sachbücher
- Platonische Kulturkritik in Amerika. Studien zu Allan Blooms The Closing of the American Mind, Berlin 2002.
- Die Tragödie und Komödie des amerikanischen Lebens. Eine Studie zu Zuckermans Amerika in der Amerika-Trilogie von Philip Roth, Heidelberg 2006.
- Michael Oakeshott. Philosoph der Politik, Schnellroda 2007.
- 150 Jahre Herrigsche Gesellschaft. Jubiläums-Festschrift der Berliner Gesellschaft für das Studium der neueren Sprachen, Münster 2007.
- (mit Bianca Schwindt) Ian McEwan, The Cement Garden. Unterrichtsmodell EinfachEnglisch, Paderborn 2008.
- (mit Cord-Friedrich Berghahn) (Hrsg.) Johann Joachim Eschenburg und die Künste und Wissenschaften zwischen Aufklärung und Romantik. Netzwerke und Kulturen des Wissens (Germanisch-Romanische Monatsschrift. Beiheft 50). Heidelberg: Winter, 2013. ISBN 978-3-8253-6091-7.
- Nicolás Gómez Dávila. Parteigänger verlorener Sachen, Schnellroda 2003, 3. Auflage 2006. 4. erweiterte Auflage Lepanto Verlag, Rückersdorf 2015, ISBN 978-3-942605-10-6.
- G. W. F. Hegel, Hamanns Schriften. Herausgegeben und kommentiert von Till Kinzel, Karolinger Verlag, Wien 2016, ISBN 978-3-85418-172-9.
- Johann Georg Hamann, Zu Leben und Werk. Karolinger Verlag, Wien 2019 ISBN 978-3-85418-191-0.
- mit Michael Rieger, Christoph Fackelmann (Hrsg.): Lepanto-Almanach 1/2020. Jahrbuch für christliche Literatur und Geistesgeschichte, Lepanto Verlag, Rückersdorf 2020, ISBN 978-3-942605-12-0.

### Übersetzungen
- John King, Wann hat dieser Scheißkrieg ein Ende?, Übersetzung aus dem Englischen, Edition Antaios, Schnellroda 2003, ISBN 3-935063-52-0.
- Nicolás Gómez Dávila, Texte und andere Aufsätze, Übersetzung aus dem Spanischen zusammen mit Herminio Redondo, 1. Aufl., Karolinger, Wien/Leipzig 2003, ISBN 978-3-85418-107-1.
  - Durchgesehene und vermehrte Aufl., Karolinger Wien/Leipzig 2018, ISBN 978-3-85418-181-1.
- Paul Edward Gottfried, Multikulturalismus und die Politik der Schuld, Übersetzung aus dem Englischen, Ares-Verlag, Graz 2004, ISBN 3-902475-00-5.
- Nils Fabiansson, Das Begleitbuch zu Ernst Jünger, In Stahlgewittern, Übersetzung aus dem Englischen, E. S. Mittler & Sohn, Hamburg 2007, ISBN 978-3-8132-0888-7.